# 桑吉加
桑吉加，藏族人，中國新一代編舞家。

## 生平
毕业于北京中央民族大学舞蹈系。曾為广东实验现代舞团、北京現代舞團及城市當代舞蹈團成員，隨曹誠淵發展中國現代舞。
1996年參加第七届法国巴黎国际现代舞大赛獲男子独舞金奖；2002年獲劳力士艺术名家启蒙计划贊助赴法兰克福芭蕾舞团跟随艺术总监威廉·福賽斯學習。